# 馬出九大醫院前站

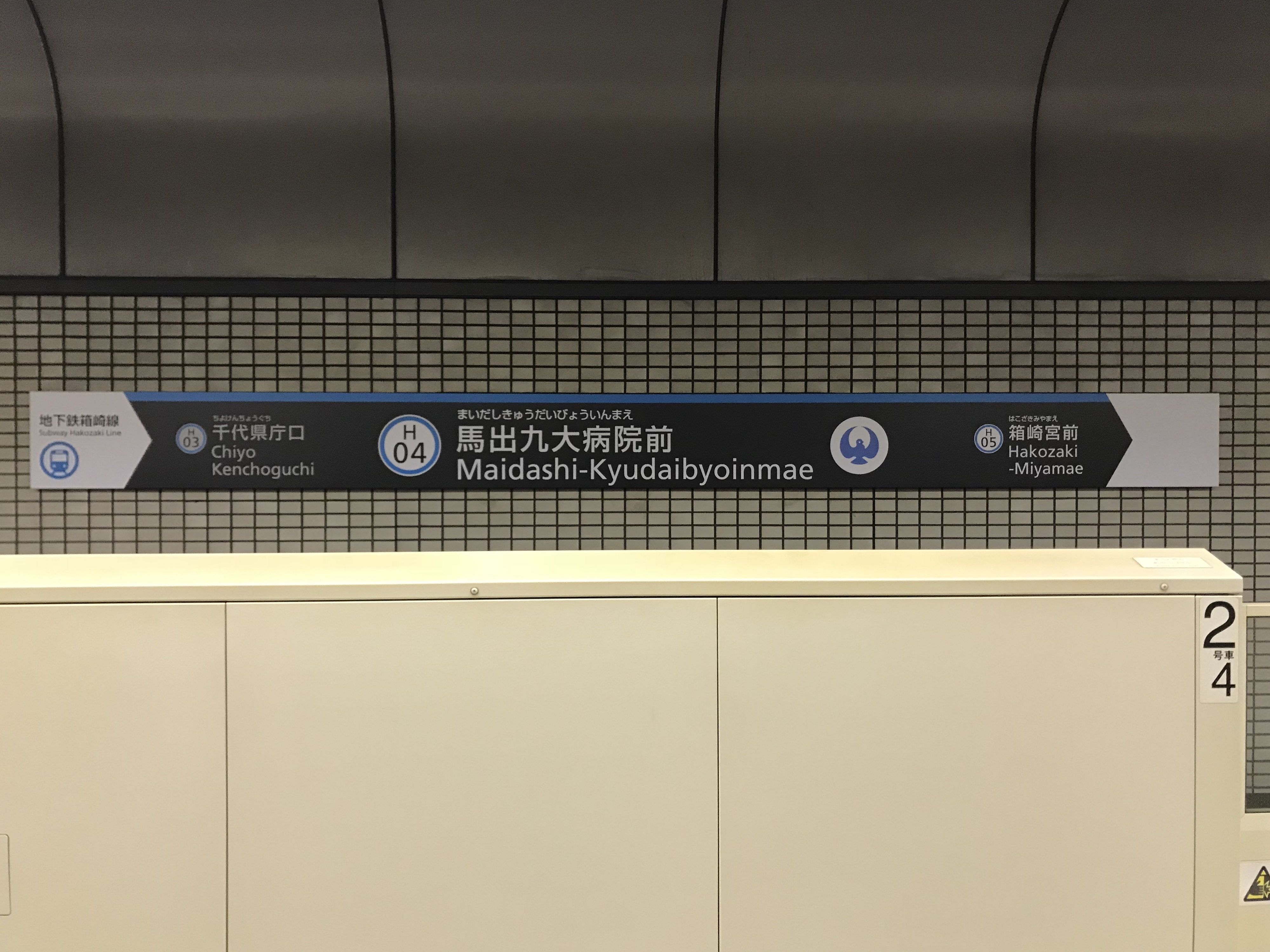
站名牌

馬出九大醫院前站（日语：／ Maidashi-Kyūdai-byōin-mae eki */?）是一個位於日本福岡縣福岡市東區馬出二丁目，屬於福岡市地下鐵箱崎線的鐵路車站。此站是日本地鐵站名當中日語讀音最長的，達16個音節。車站編號是H04。

## 歷史
- 1984年（昭和59年）4月27日 - 2號線（現在的箱崎線）吳服町站－此站間延伸時開業。
- 1986年（昭和61年）1月31日 - 延長至箱崎九大前站，成為中間站[1]。

## 車站構造
地下2層島式月台1面2線的地底車站。

### 月台配置
| 月台 | 路線   | 目的地                         | 備註                               |
| ---- | ------ | ------------------------------ | ---------------------------------- |
| 1    | 箱崎線 | 箱崎宮前、貝塚方向             |                                    |
| 2    | 箱崎線 | 中洲川端、天神、西新、姪濱方向 | 博多、福岡機場方向可在中洲川端轉乘 |

## 利用狀況
2016年（平成28年）度的1日平均上車人次為5,926人。
近年的1日平均上車人次推移如下表。
| 年度               | 1日平均 上車人次 |
| ------------------ | ---------------- |
| 2001年（平成13年） | 4,011            |
| 2002年（平成14年） | 4,004            |
| 2003年（平成15年） | 3,973            |
| 2004年（平成16年） | 3,891            |
| 2005年（平成17年） | 3,764            |
| 2006年（平成18年） | 3,893            |
| 2007年（平成19年） | 3,967            |
| 2008年（平成20年） | 4,057            |
| 2009年（平成21年） | 4,141            |
| 2010年（平成22年） | 4,201            |
| 2011年（平成23年） | 4,372            |
| 2012年（平成24年） | 4,606            |
| 2013年（平成25年） | 4,958            |
| 2014年（平成26年） | 5,299            |
| 2015年（平成27年） | 5,694            |
| 2016年（平成28年） | 5,926            |

## 相鄰車站
福岡市交通局（庄岡市地下鐵）
 箱崎線
千代縣廳口（H03）－馬出九大醫院前（H04）－箱崎宮前（H05）

## 外部連結
- 福岡市地下鐵 馬出九大醫院前站 （页面存档备份，存于）（日語）